# El Comercio (España)
El Comercio es un diario editado en Gijón. Es el segundo más leído del Principado de Asturias tras La Nueva España y el periódico más antiguo de la región tras la desaparición de El Oriente de Asturias.

## Historia
Fue fundado el 2 de septiembre de 1878 por un grupo de navieros e industriales a partir de la adquisición de la imprenta La Comercial, situada en la calle Corrida de Gijón. El diario contaba con una tirada de 600 ejemplares, basándose su línea editorial en la defensa de los intereses comerciales gijoneses, principalmente el puerto y el ferrocarril. Durante la Guerra Civil fue incautado, utilizándose sus instalaciones para imprimir el diario socialista Avance. Posteriormente, sería incautado por las fuerzas sublevadas. Tras la guerra, tuvo una serie de dificultades para su puesta en marcha, debido a las limitaciones a las importaciones de posguerra, las limitaciones de papel y la oposición de la prensa oficial del Movimiento.
Sin embargo, pudo superar estas dificultades, convirtiéndose a lo largo de la década de 1950 en uno de los periódicos más importantes de Asturias y alcanzando una difusión regional, principalmente bajo la dirección de Francisco Carantoña Dubert. Desde 1995 forma parte del Grupo Correo (actualmente Grupo Vocento), adquiriendo en 1996 el diario de ámbito local La Voz de Avilés, cuya cabecera mantiene para la edición de esta comarca.
En 1995, EL COMERCIO se convirtió en el primer periódico de España con presencia en Internet, haciendo uso de un servidor de la Escuela de Ingenieros Industriales de Gijón. Su presencia en la red se ha mantenido hasta la actualidad, mediante el sitio web www.elcomercio.es.
Según las cifras publicadas por GfK DAM (medidor oficial de medios digitales en España), en junio de 2022 EL COMERCIO era el medio asturiano líder, superando los 17 millones de páginas vistas y 365.000 usuarios únicos, distanciándose de su principal competidor regional, La Nueva España, que superó los 11 millones de páginas vistas y 309.000 usuarios únicos.
En 2017 inicia el programa "Futuro en Femenino" junto a Canal 10 TV que tiene como objetivo la visibilización de buenas prácticas de empresas e instituciones en materia de igualdad de género, así como mostrar referentes femeninos que rompan el techo de cristal, la barrera invisible que les impide ascender en sus disciplinas profesionales.
En junio de 2018 el periódico informó que en "coherencia con la línea editorial del diario" se eliminaban los anuncios de "contactos" en la sección de anuncios clasificados por palabras, decisión apoyada por la FAPE que considera "inadmisible" que todavía haya medios que se lucren con anuncios que “convierten a la mujer en mercancía”.

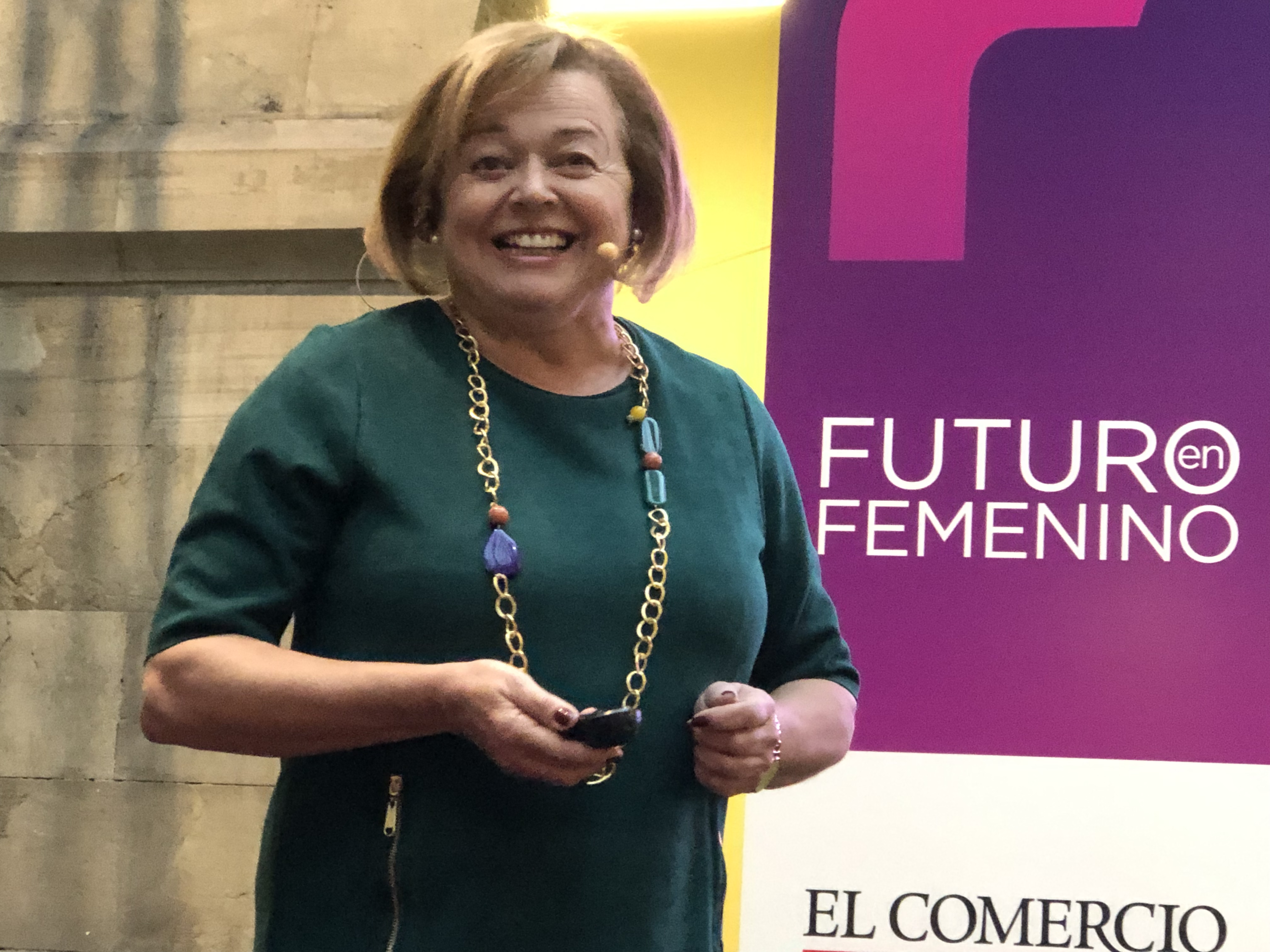
Rosa Menéndez Presidenta del CSIC interviene en la jornada "Futuro en Femenino" 2018

En diciembre de 2018 fue el primer medio de comunicación que se suscribió el Pacto Social contra la Violencia sobre las Mujeres en Asturias.

## Futuro en Femenino
Desde 2017 El Comercio desarrolla la campaña "Futuro en Femenino" en colaboración con Canal 10 TV. El programa consta de tres fases: talleres sobre igualdad de género en las escuelas con alumnado y profesorado, la grabación de un informativo desarrollado por el alumnado y la celebración de unas jornadas de debate sobre políticas de igualdad y ponencias a cargo de mujeres líderes y pioneras en su ámbito profesional.

## Contrataciones irregulares
En 2020, Inspección de Trabajo de España abrió una investigación al diario El Comercio por la situación irregular de algunos de sus trabajadores. Hasta más de veinte de estos estaban inscritos como colaboradores del diario, a pesar de su dedicación exclusiva al mismo, por lo que estarían trabajando como falsos autónomos, como "redactor supuesto colaborador". La investigación comenzó a raíz de la denuncia por parte de tres de estos trabajadores.